# 歐洲樹蛙
歐洲樹蛙（學名：Hyla arborea）是歐洲大陸特有的一種樹蟾。

## 特徵
歐洲樹蛙的體型細小，一般長3-4厘米，最長也只有4.5厘米。綠色的背及白黃色的腹部之間有一道黑間分隔，黑間由鼻孔向兩側伸延，到臀部形成一個黑點。牠們的後肢比前肢大及強壯，可幫助跳躍。牠們的趾上有圓盤，用來攀樹或樹籬。牠們的頭圓，嘴唇向下，瞳孔呈橫橢圓形，耳膜清晰可見。牠們可以將皮膚的顏色由鮮綠色轉變為橄欖綠色、灰色、褐色及黃色，視乎不同的亞種、溫度、濕度及情緒而定。雄蛙有很大及呈褐黃色的聲囊。

## 棲息地
歐洲樹蛙並非生活在樹林中，而是活躍於森林邊緣、石南樹叢、潮濕沙丘、叢林、草原及有湖的公園內。牠們的棲息地經常受到人類活動的騷擾。牠們在西歐正處於瀕危，在比利時已接近滅絕。

## 行為
歐洲樹蛙傳統上被視為天然的氣壓錶，從叫聲能夠測度是否會下雨。在繁殖季節時，當牠們遷往繁殖池時也會嘎嘎叫。牠們交配時的抱對方式是腋抱式的。